# Apoyo israelí a Hamás
El apoyo israelí a Hamás hace referencia a la participación directa de las autoridades israelíes en diferentes períodos en el ascenso y fortalecimiento del grupo militante palestino Hamás.

## Historia

### Orígenes
Los indicios del apoyo de Israel a Hamás se remontan a finales de la década de 1970 y principios de la de 1980, un período marcado por una notable agitación política en Oriente Próximo. Antiguos funcionarios israelíes han reconocido abiertamente el rol de Jerusalén en el suministro de financiación y asistencia a Hamás con el objetivo de socavar facciones palestinas seculares, y concretamente a la Organización para la Liberación de Palestina (OLP). El general de brigada Yitzhak Segev, que ejerció de gobernador militar israelí en Gaza a comienzos de la década de 1980, admitió haber proporcionado asistencia financiera a Mujama Al-Islamiya, la organización precursora de Hamás, siguiendo instrucciones de las autoridades israelíes.
Además, Israel contribuyó a la construcción de parte de la red de mezquitas, clubes y escuelas asociadas al político islamista Ahmed Yassin en Gaza, así como a la expansión de dichas instituciones.

### Políticas
Tras una visita a Israel del Primer Ministro turco Mesut Yilmaz y del diputado turco Feyzi İşbaşaran en 1998, Benjamín Netanyahu propuso que Turquía apoyase a Hamás. Netanyahu afirmó que "Hamás también tiene cuentas bancarias para la ayuda, nosotros también los ayudamos, vosotros [Turquía] también podéis ayudar".

### El respaldo israelí al envío de millones de dólares de Catar a Gaza
Catar comenzó a enviar mensualmente dinero a la Franja de Gaza en 2018. Los cataríes transportaron a Gaza maletas con hasta 15 millones de dólares en efectivo a través de territorio israelí. Los pagos comenzaron como consecuencia de la decisión de la Autoridad Palestina, la administración en la Cisjordania ocupada por Israel y rival de Hamás, de recortar en 2017 los salarios de los empleados gubernamentales en Gaza. En aquel momento, la Autoridad Palestina se opuso a la financiación catarí, que de acuerdo con Hamás estaba destinada tanto al pago de salarios médicos como gubernamentales. El gobierno de Israel dio luz verde al acuerdo en agosto de 2018.
El primer ministro israelí, Benjamín Netanyahu, ha defendido permitir la transferencia de millones de dólares a la Gaza controlada por Hamás a pesar de las críticas provenientes desde el interior de su propio gobierno, incluyendo al ministro de educación, Naftalí Bennett. Después del ataque dirigido por Hamás contra Israel en 2023, Netanyahu negó las acusaciones de haber facilitado la financiación de Hamás con el objetivo de crear una situación de "divide y vencerás". También afirmó que la transferencia de fondos tuvo por objetivo evitar el "colapso humanitario" en Gaza. No obstante, diversos funcionarios de inteligencia israelíes consideran que ese dinero contribuyó al éxito del ataque liderado por Hamás en 2023.

### Permisos de trabajo concedidos por Israel
Las negociaciones relativas a la ampliación del número de permisos de trabajo concedidos por Israel a los trabajadores de Gaza también incluyeron a cargos de Hamás. Esto contribuyó a que el dinero siguiese fluyendo hacia Gaza.

## Diversas perspectivas de actores implicados
En una entrevista en 2023, el ex primer ministro israelí Ehud Olmert manifestó que "en los últimos 15 años, Israel ha hecho todo lo posible para degradar a la Autoridad Palestina y para potenciar a Hamás". De acuerdo con Olmert, "Gaza estaba al borde del colapso porque no tenían recursos, no tenían dinero y la Autoridad Palestina se negaba a darle dinero a Hamás. Bibi [Benjamín Netanyahu] los salvó. Bibi llegó a un acuerdo con Catar y comenzaron a mover millones y millones de dólares a Gaza". En una conferencia del partido Likud en 2019, Benjamín Netanyahu afirmó:

"Cualquiera que quiera frustrar el establecimiento de un Estado palestino tiene que apoyar el fortalecimiento de Hamás y la transferencia de dinero a Hamás... Esto es parte de nuestra estrategia: aislar a los palestinos de Gaza de los palestinos en Cisjordania."

El primer ministro Netanyahu respondió a las acusaciones de haber financiado y fortalecido a Hamás calificándolas de "ridículas".
El 19 de enero de 2024, Reuters informó que Josep Borrell, Alto Representante de la UE y máximo representante de la política exterior comunitaria, afirmó al recibir un doctorado honorario de la Universidad de Valladolid que "Israel había financiado la creación del grupo militante palestino Hamás, contradiciendo públicamente al primer ministro Benjamín Netanyahu, que ha negado tales acusaciones". Borrell agregó que la única solución pacífica incluía la creación de un Estado palestino: "Solamente creemos que una solución de dos Estados impuesta desde el exterior traería la paz a pesar de que Israel insiste en lo contrario".Borrell también describió a Israel como el país que "creó a Hamás", sosteniendo que "sí, Hamás fue financiado por Israel para debilitar a la Autoridad Palestina".

### Una herramienta para retirarse de las conversaciones de paz
Shlomo Brom, general retirado y antiguo adjunto del asesor de seguridad nacional de Israel, ha afirmado que un Hamás fortalecido ayuda al primer ministro israelí Netanyahu a evitar las negociaciones sobre un Estado palestino, sugiriendo que no hay un socio viable para llevar a cabo las negociaciones de paz. Bezalel Smotrich, diputado de ultraderecha y ministro de Finanzas del gobierno de Netanyahu, ha calificado a la Autoridad Palestina como una "carga" y a Hamás como un "activo".
Otras figuras relevantes incluyen al profesor Avner Cohen, antiguo funcionario de asuntos religiosos de Israel, quien ha reconocido públicamente que Hamás fue "una creación de Israel".Del mismo modo, el histórico líder palestino y antiguo presidente de la Autoridad Palestina, Yasir Arafat, ha realizado declaraciones similares.